# Revive Adserver
Revive Adserver is een advertentieplatform, voorheen gekend als OpenX Source.
Revive Adserver biedt website-eigenaren de mogelijkheid om advertenties op hun website te plaatsen en deze af te wisselen op basis van criteria zoals tijd, volume, pagina en profiel van de bezoeker. OpenX wordt aangeboden als 'hosted'-platform waarbij de gebruiker de software niet meer zelf hoeft te installeren en beheren, maar het wordt ook door veel websites gebruikt als een self-hostedsysteem (dat wil zeggen dat ze het zelf installeren op hun eigen server). OpenX is inmiddels wereldwijd de meest gebruikte adserver na Dart van Google. Door middel van plug-ins kan de functionaliteit uitgebreid worden.

## Herkomst en geschiedenis
OpenX werd oorspronkelijk ontwikkeld in 1998 door Tobias Ratschiller. Het was een afsplitsing van phpMyAdmin en werd oorspronkelijk aangeduid met de naam phpAds. De ontwikkeling van phpAds werd in 2000 stopgezet, waarna Wim Godden de ontwikkeling voortzette onder de naam phpAdsNew.
Tussen 2001 en 2002 werden Niels Leenheer en Phil Hord aan het ontwikkelteam toegevoegd. Deze schreven veel nieuwe functionaliteiten. Daarna ging het project verder onder revisie 2.0 (ook wel phpAdsNew2 genoemd) en werd een geheel nieuwe interface gepresenteerd. Nadat de opensourcegemeenschap het product omarmd had, steeg het gebruik enorm. De ontwikkeling werd voortgezet door het Londense bedrijf Unanimis. Een afdeling van dit bedrijf werd in 2006 verzelfstandigd, waarna deze afdeling verderging onder de naam Openads, dat de software hernoemde naar Openads. Vanaf versie 2.4 (2007) heet het platform alsook het bedrijf dat de software maakt OpenX. In 2008 verhuisde het bedrijf van Londen naar Pasadena in Californië in de Verenigde Staten.
Op 27 februari 2012 maakte OpenX bekend dat zij de optimalisatiedienst 'LiftDNA' heeft gekocht voor een niet nader genoemd bedrag. Hiermee integreert OpenX alle advertentie inkopende partijen via 1 interface in haar adserver. OpenX richt zich vanaf nu voornamelijk op haar 'market' en optimalisatie dienst die binnen het Enterprise product geïntegreerd zijn.
In september 2013 werd OpenX Source verkocht aan Andrew Hill. Deze veranderde de naam van het product naar Revive Adserver.